# 鹿児島市交通局200形電車

206

鹿児島市交通局200形電車（かごしましこうつうきょく200がたでんしゃ）は、1964年（昭和39年）に登場した鹿児島市交通局（鹿児島市電）の路面電車車両である。

## 概要
鹿児島市交通局200形電車（第二次）は、1964年入線（製造認可は1963年（昭和38年）12月13日、1964年2月10日竣工）した、大阪市交通局（大阪市電）より譲り受けた元900形半鋼製ボギー車である。201 - 206の6両が在籍した。

## 車体
種車である大阪市交通局900形は、流線型が流行した1935年（昭和10年）から1936年（昭和11年）にかけて製造された定員60人の小型ボギー車。前面は後退角が付き、側面腰板が「く」の字状に膨らんだ「提燈」と呼ばれる車体に、大型の引き戸を装備した独特のスタイルが特徴である。
入線に際しては、車両限界の関係で車体両端を絞り、600形に準じた正面3枚窓、所謂「鹿児島市電スタイル」への大規模改造がなされた。他の車両に比べ小型で幅広の車体だった。

## 登場の背景
昭和30年代、鹿児島市交通局は車両の老朽化と増加する乗客に対応するべく、木製単車の駆逐、ボギー車の増備を行っていた。300形、400形の車体更新、500形、600形、460形の新製車増備に続き導入された車両が、本形式である。

## 運用
補助的な運用だったのか営業線に現れることがあまりなかった。1967年（昭和42年）より元大阪市交通局2601形の800形が増備されると、ワンマン化の対象とはならず置き換えの対象となり、205号は1967年6月に事故廃車、201 - 204、206号は1969年（昭和44年）8月に廃車となった。営業年数わずか5年という短命の車両であった。
| スタブアイコン | サブスタブ | この項目は、まだ閲覧者の調べものの参照としては役立たない、鉄道に関連した書きかけの項目です。この項目を加筆・訂正などしてくださる協力者を求めています（P:鉄道/PJ:鉄道）。 |